# Жоел Дикер
Жоел Дикер (на френски: Joël Dicker) е швейцарски писател.

## Биография
Жоел Дикер е роден на 16 юни 1985 г. в Женева, френскоговоряща Швейцария, в семейството на библиотекарка и учител по фрески език. Дикер прекарва детството си в Женева, където посещава колежа „Мадам дьо Стал“, но не се чувства много привлечен от обучението. На 19-годишна възраст посещава уроци по актьорско майсторство в училището по драматични изкуства „Курс Флоре“ в Париж. Година по-късно се връща в Женева, за да учи право в Женевския университет, като завършва през 2010 г.
На 10-годишна възраст Дикер основава „Списанието за животни“, списание за природата, което ръководи в продължение на седем години. Благодарение на работата си в това списание той получава наградата „Кунео“ за защита на природата и е обявен за „най-младият главен редактор в Швейцария“ от „Трибюн дьо Женев“.

## Творчество
На 19-годишна възраст той пише разказ за конкурс, озаглавен „Тигърът“. Съдиите подозират, че той е плагиатствал работата, защото смятат, че е твърде добре написана за възрастта му, и не му дават наградата. Същата история е призната с Международната награда за млади френскоговорещи автори и е публикувана в антология, която събира произведенията и на други победители.
Публикуването на първия му разказ го мотивира да продължи да пише и не му отнема много време да завърши първия си роман, „Последните дни на нашите бащи“. Въпреки че завършва ръкописа през 2009 г., издателите не пожелават да го публикуват.
През 2010 г. Дикер изпраща „Последните дни на нашите бащи“ на конкурс за непубликувани ръкописи, провеждащ се на всеки четири години, като печели и Наградата на женевските писатели за непубликувани ръкописи през 2010 г. Романът е победител и наградата му е присъдена през декември 2010 г. След това редакторът на швейцарско издателство, Владимир Димитриевич, се свързва с Жоел Дикер, за да му предложи публикуването на романа му. Идеята на Димитриевич е книгата да бъде представена в Швейцария през април 2011 г., но той смята, че темата на книгата ще заинтересува французите, затова предлага отлагане на представянето до септември 2011 г., въпреки че преди тази дата, през юни, Димитриевич умира в пътен инцидент за Париж.
През януари 2012 г. „Последните дни на нашите бащи“ е публикуван.
През 2012 г. публикува романа „Истината за случая „Хари Куебърт“, който е преведен на 33 езика и е номиниран за наградите „Гонкур“ и „Ентералие“. Удостоен е с Голямата награда за роман на Френската академия, с Награда „Гонкур“ на гимназистите и с Наградата за призвание „Блюстейн-Бланше“.
На 26 септември 2015 г. издава третия си роман – „Книга за Балтиморови“.
Четвъртият роман на Дикер, „Изчезването на Стефани Мейлър“, е издаден през март 2018 г.
През декември 2023 г. той обявява публикуването на най-новия си трилър – „Диво животно“, издаден на 27 февруари 2024 г.

## Адаптации
- Истината за случая „Хари Куебърт“, американски минисериал от 2018 г., с участието на Патрик Демпси, Бен Шнецър, Кристин Фросет. Дикер участва в писането на сценария заедно с Лини Грийн и Ричард Ливайн.